# Rhododendron austrinum
Rhododendron austrinum är en ljungväxtart som först beskrevs av John Kunkel Small, och fick sitt nu gällande namn av Alfred Rehder. Rhododendron austrinum ingår i släktet rododendron, och familjen ljungväxter. Inga underarter finns listade i Catalogue of Life.

## Bildgalleri

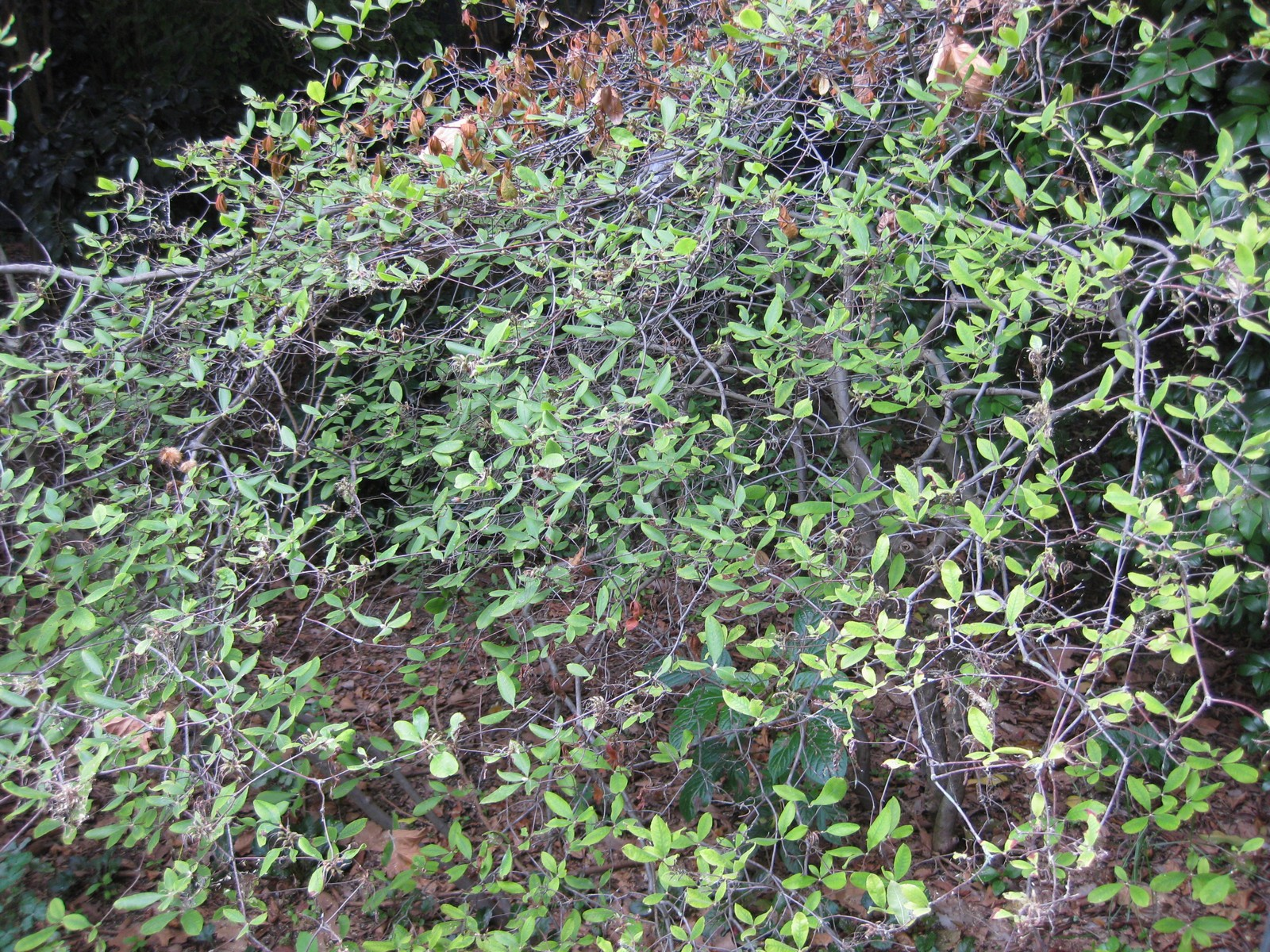
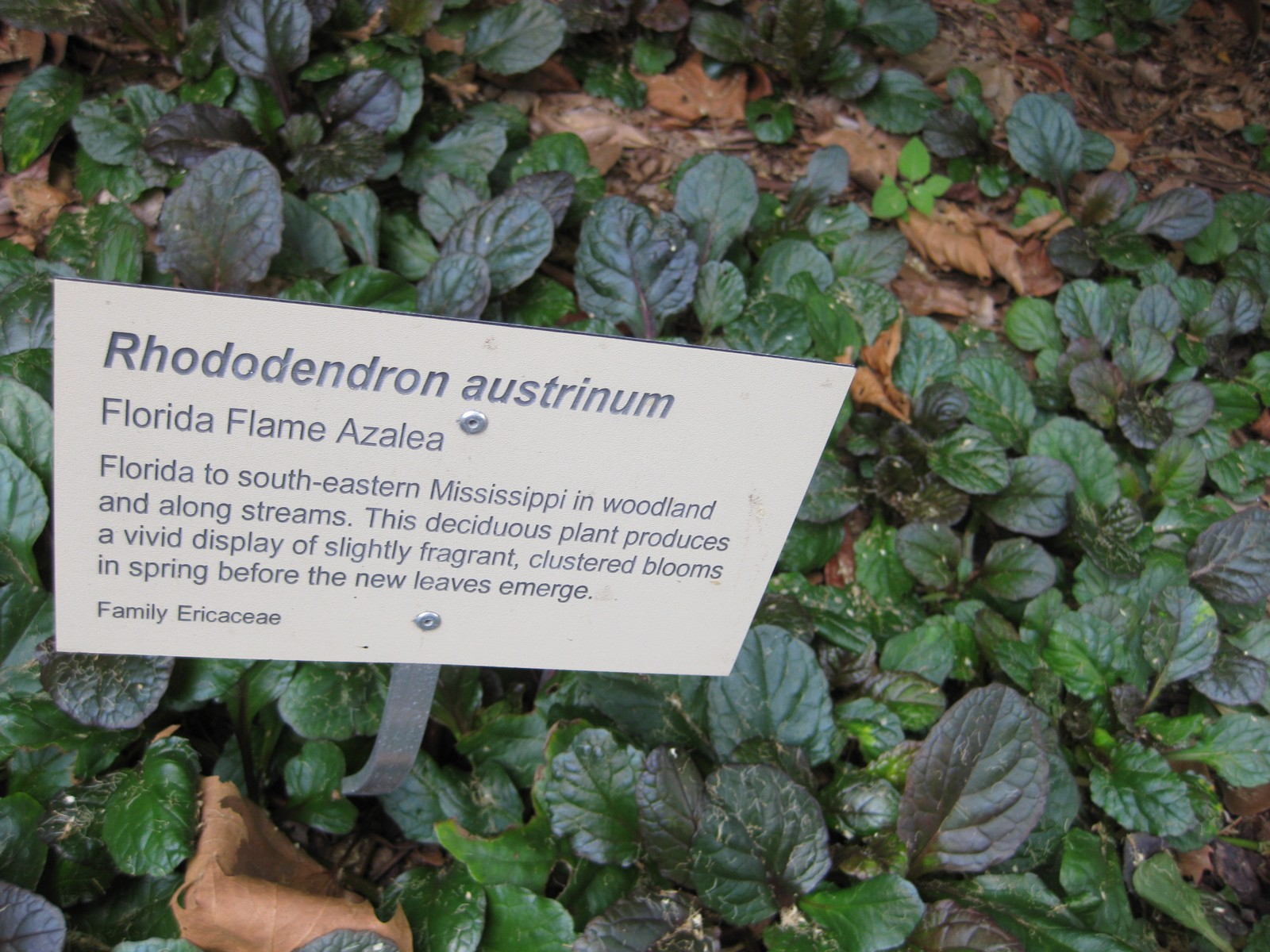
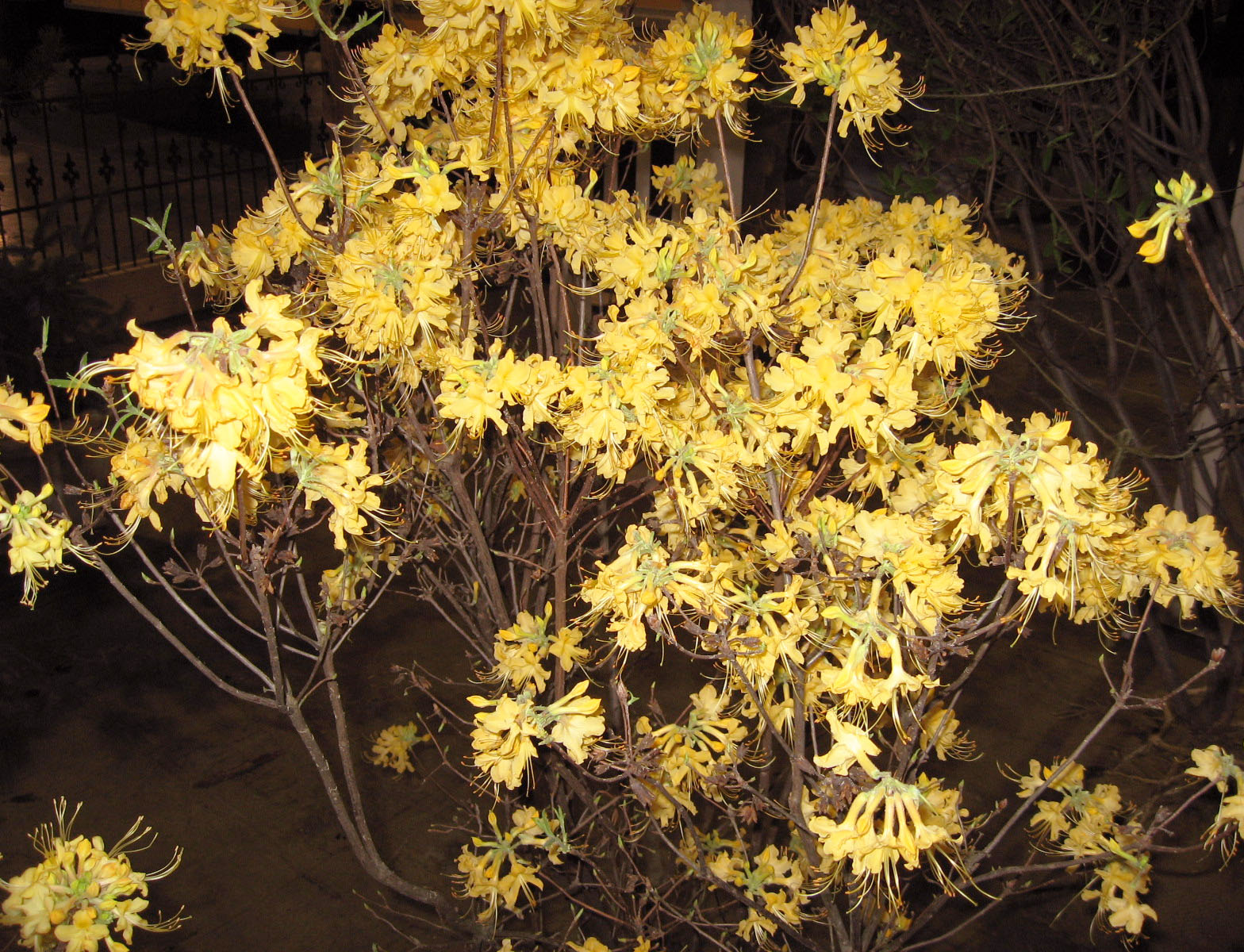
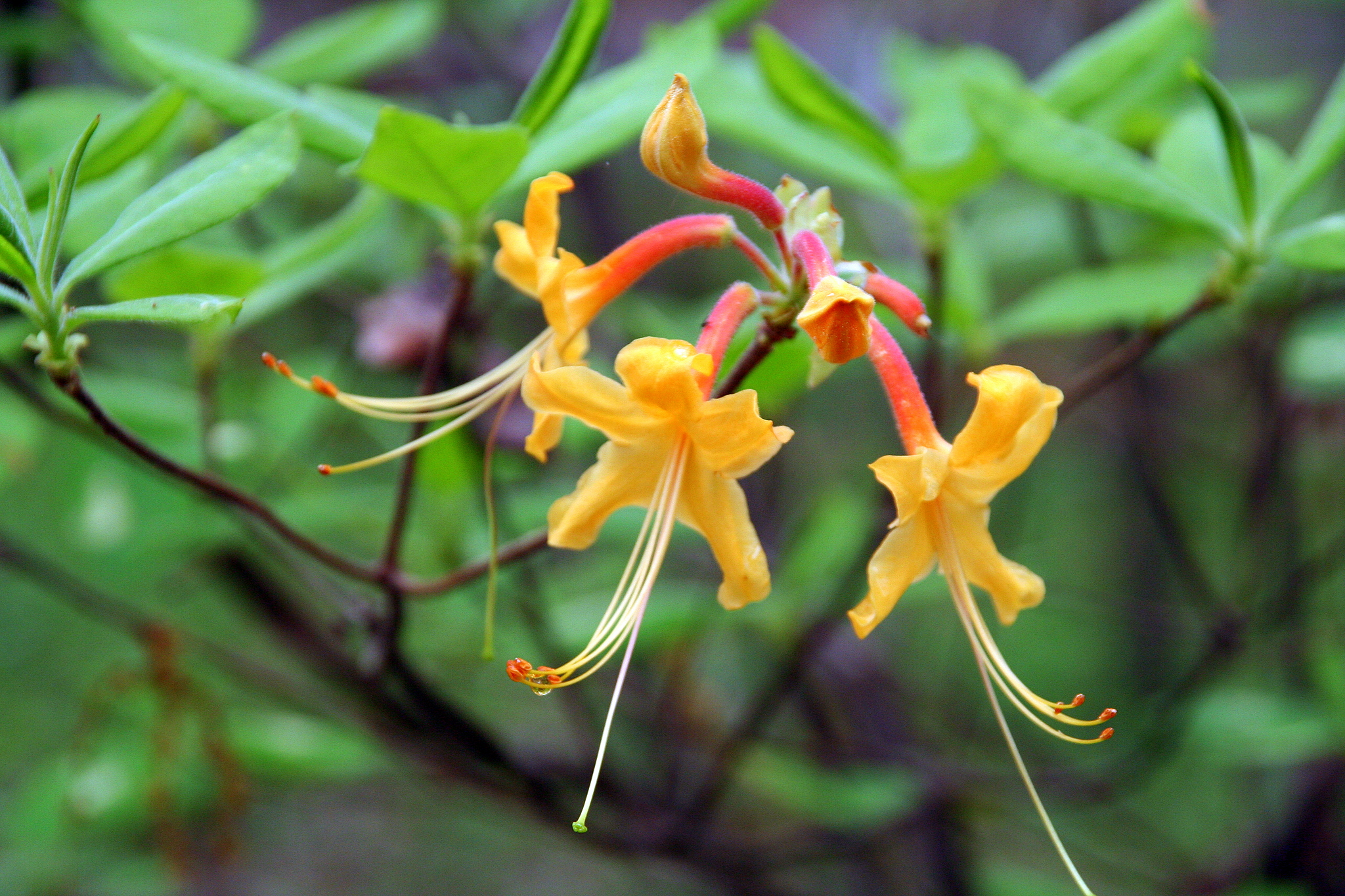
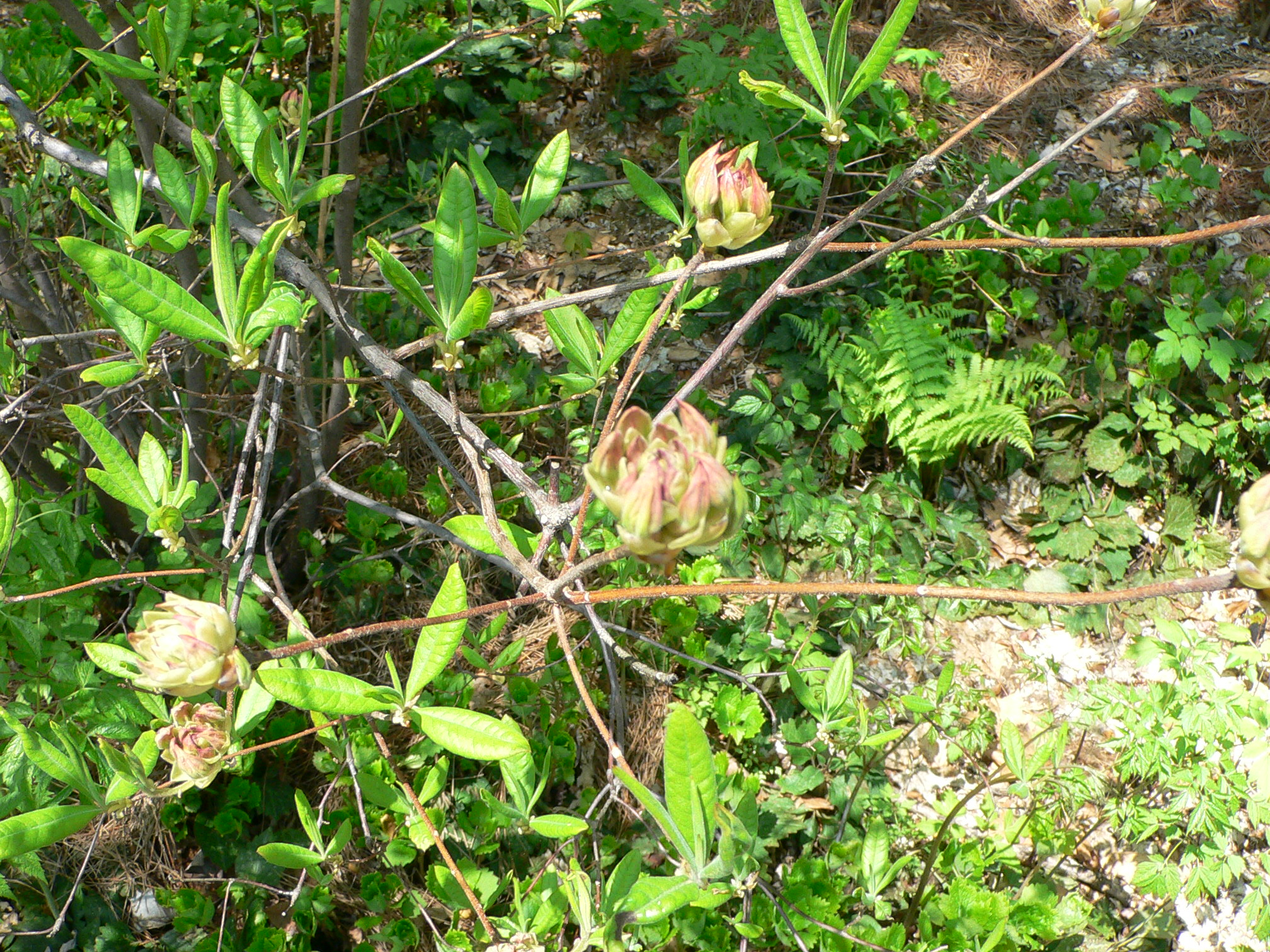
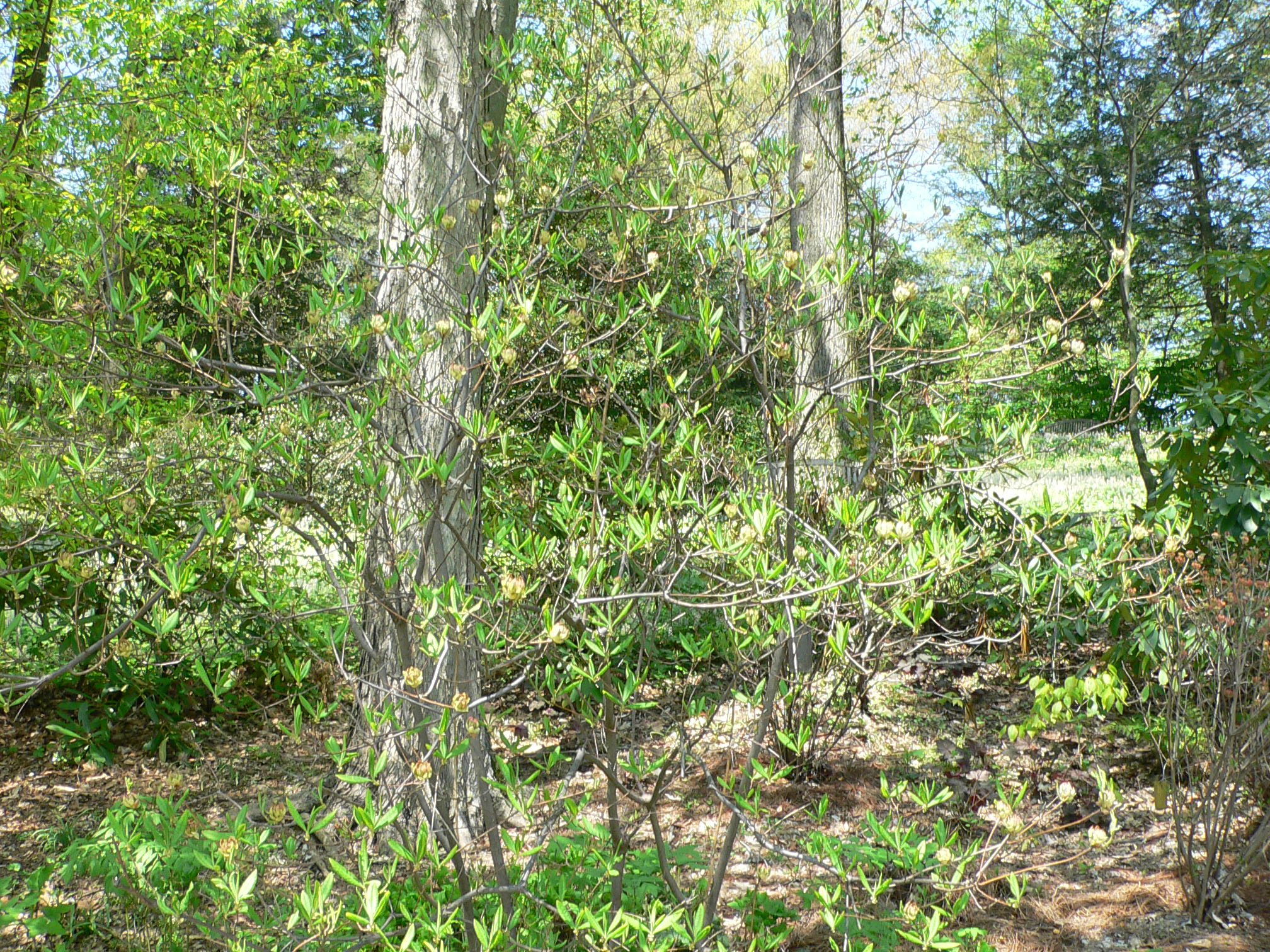